# Kage Baker
Kage Baker (Hollywood, 10 de Junho de 1952 – Pismo Beach, 31 de janeiro de 2010) foi uma autora estadunidense de ficção científica e fantasia.

## Biografia
Baker nasceu em Hollywood, na Califórnia, tendo trabalhado no teatro antes de se tornar escritora profissional. Apaixonada pela história do período Elisabetano, também atuou como professora, lecionando formas arcaicas da língua inglesa. Seu nome próprio, pouco comum em inglês, é uma combinação dos nomes de suas duas avós, Kate e Genevieve.
Em 1997, lançou seu romance de estreia, In the Garden of Iden, publicado na revista Asimov’s Science Fiction. O romance foi o primeiro de uma série de ficção científica intitulada The Company, que narra um mundo futurista onde uma poderosa multinacional conhecida como Dr. Zeus Inc. opera por meio de viagens no tempo e controla o passado com o uso de cyborgs imortais. Entre suas obras de destaque estão Mendoza in Hollywood e The Empress of Mars, sendo esta última indicada ao Prêmio Hugo em 2003.
Faleceu em 31 de janeiro de 2010, aos 57 anos, em decorrência de um câncer. Após sua morte, foi premiada postumamente por sua novela The Women of Nell Gwynne, que recebeu o Prêmio Nebula e o Prêmio Locus na categoria de Melhor Novela de 2010.
 

Baker estava escrevendo Nell Gwynne’s On Land and At Sea, antes de sua morte em 2010, deixando a obra inacabada. Em 2012, sua irmã, Kathleen Bartholomew, concluiu e publicou a obra com base nas anotações deixadas por Baker.